# Beijer Byggmaterial
Beijer Byggmaterial AB är en svensk rikstäckande bygghandelskedja som finns på 82 orter, från Kiruna i norr till Trelleborg i söder. Förtetagets kundgrupper är stora och små byggföretag samt privatpersoner. Företaget omsätter ca 8 miljarder SEK och har 2400 anställda. Beijer ingår i koncernen Stark Group med verksamhet i Nordeuropa.
Handelsföretaget Firma G Beijer grundades 1866 i Malmö av Gottfried Beijer. År 1894 startade Waldemar Beijer en filial i Stockholm, som 1904 blev ett separat bolag. 
Bolaget i Stockholm köpte upp AB Kol & Koks, som blev namnet på hela företaget. På 1960-talet kom Anders Wall in i bilden och namnet ändrades 1967 till Beijerinvest, vilket blev moderbolag i en koncern. Namnet Beijer Byggmaterial AB inregistrerades 1969. Malmöverksamheten fortlever däremot alltjämt som G&L Beijer.
Under 2009 tog man över tre byggvaruhus från Silvan, de i Malmö, Halmstad och Göteborg.

Under 2018 köptes byggvaruhuskedjan Bygg-Ole med varuhus i Nacka, Värmdö, Märsta och Saltsjö-Boo.
Under 2019 köptes AB Karl Ekesiöös byggvaruhus i Bromma och Gnesta.
Under 2019 köptes PoG Woody Bygghandel i Malmö, Södra Sandby, Helsingborg, Sjöbo, Hörby, Tomelilla samt ett logistikcenter i Södra Sandby.